# Gouvernement Poul Nyrup Rasmussen IV
 (août 2023).
Si vous disposez d'ouvrages ou d'articles de référence ou si vous connaissez des sites web de qualité traitant du thème abordé ici, merci de compléter l'article en donnant les références utiles à sa vérifiabilité et en les liant à la section « Notes et références ».
Royaume de Danemark
Nyrup Rasmussen III Fogh Rasmussen I
Le cabinet Poul Nyrup Rasmussen IV (Regeringen Poul Nyrup Rasmussen IV, en danois) est le gouvernement du royaume de Danemark entre le 23 mars 1998 et le 27 novembre 2001, durant la soixante-troisième législature du Folketing.

## Coalition et historique
Dirigé par le Premier ministre social-démocrate sortant, Poul Nyrup Rasmussen, il est formé d'une coalition de centre gauche entre les Sociaux-démocrates (SD) et le Parti social-libéral danois (RV), qui disposent ensemble de 70 députés sur 179 au Folketing, soit 39,1 % des sièges. Il dispose du soutien du Parti populaire socialiste (SF) et des Démocrates du centre (CD), qui détiennent ensemble 21 sièges. La majorité gouvernementale dispose donc de 91 députés sur 179, soit 50,8 % des sièges au Folketing.
Il a été formé à la suite des élections législatives anticipées du 11 mars 1998 et succède au cabinet Poul Nyrup Rasmussen III, formé et soutenu dans les mêmes conditions. La défaite des sociaux-démocrates lors des élections législatives anticipées du 20 novembre 2001 conduisent à la formation du premier cabinet du libéral Anders Fogh Rasmussen, constitué du Parti libéral (V) et du Parti populaire conservateur (KF).

## Composition

### Initiale
- Les nouveaux ministres sont indiqués en gras, ceux ayant changé d'attributions en italique.

| Fonction                                                                                      | Titulaire | Titulaire                                       | Parti |
| --------------------------------------------------------------------------------------------- | --------- | ----------------------------------------------- | ----- |
| Premier ministre                                                                              |           | Poul Nyrup Rasmussen                            | SD    |
| Ministre de l'Économie Ministre de la Coopération nordique                                    |           | Marianne Jelved                                 | RV    |
| Ministre des Finances                                                                         |           | Mogens Lykketoft                                | SD    |
| Ministre des Affaires étrangères                                                              |           | Niels Helveg Petersen                           | RV    |
| Ministre de l'Environnement et de l'Énergie                                                   |           | Svend Auken                                     | SD    |
| Ministre de la Coopération pour le développement                                              |           | Poul Nielson (jusqu'au 10/07/1999) Jan Trøjborg | SD    |
| Ministre de l'Éducation Ministre des Affaires ecclésiastiques                                 |           | Margrethe Vestager                              | RV    |
| Ministre de l'Intérieur                                                                       |           | Thorkild Simonsen                               | SD    |
| Ministre de la Ville et du Logement Ministre de l'Égalité des chances(à partir du 01.07.1999) |           | Jytte Andersen                                  | SD    |
| Ministre de la Défense                                                                        |           | Hans Hækkerup                                   | SD    |
| Ministre de la Recherche                                                                      |           | Jan Trøjborg (jusqu'au 10/07/1999) Birte Weiss  | SD    |
| Ministre des Affaires sociales                                                                |           | Karen Jespersen                                 | SD    |
| Ministre de la Justice                                                                        |           | Frank Jensen                                    | SD    |
| Ministre de l'Alimentation, de l'Agriculture et de la Pêche                                   |           | Henrik Dam Kristensen                           | SD    |
| Ministre de la Santé                                                                          |           | Carsten Koch                                    | SD    |
| Ministre de la Fiscalité                                                                      |           | Ole Stavad                                      | SD    |
| Ministre du Commerce                                                                          |           | Pia Gjellerup                                   | SD    |
| Ministre des Transports                                                                       |           | Sonja Mikkelsen                                 | SD    |
| Ministre de la Culture                                                                        |           | Elsebeth Gerner Nielsen                         | RV    |
| Ministre du Travail                                                                           |           | Ove Hygum                                       | SD    |

### Remaniement du23 février 2000
- Les nouveaux ministres sont indiqués en gras, ceux ayant changé d'attributions en italique.

| Fonction                                                              | Titulaire | Titulaire               | Parti |
| --------------------------------------------------------------------- | --------- | ----------------------- | ----- |
| Premier ministre                                                      |           | Poul Nyrup Rasmussen    | SD    |
| Ministre de l'Économie Ministre de la Coopération nordique            |           | Marianne Jelved         | RV    |
| Ministre des Finances                                                 |           | Mogens Lykketoft        | SD    |
| Ministre des Affaires étrangères                                      |           | Niels Helveg Petersen   | RV    |
| Ministre de l'Environnement et de l'Énergie                           |           | Svend Auken             | SD    |
| Ministre de la Coopération pour le développement                      |           | Jan Trøjborg            | SD    |
| Ministre de l'Éducation Ministre des Affaires ecclésiastiques         |           | Margrethe Vestager      | RV    |
| Ministre de l'Intérieur                                               |           | Karen Jespersen         | SD    |
| Ministre de la Ville et du Logement Ministre de l'Égalité des chances |           | Jytte Andersen          | SD    |
| Ministre de la Défense                                                |           | Hans Hækkerup           | SD    |
| Ministre de la Recherche                                              |           | Birte Weiss             | SD    |
| Ministre des Affaires sociales                                        |           | Henrik Dam Kristensen   | SD    |
| Ministre de la Justice                                                |           | Frank Jensen            | SD    |
| Ministre de l'Alimentation, de l'Agriculture et de la Pêche           |           | Ritt Bjerregaard        | SD    |
| Ministre de la Santé                                                  |           | Sonja Mikkelsen         | SD    |
| Ministre de la Fiscalité                                              |           | Ole Stavad              | SD    |
| Ministre du Commerce                                                  |           | Pia Gjellerup           | SD    |
| Ministre des Transports                                               |           | Jacob Buksti            | SD    |
| Ministre de la Culture                                                |           | Elsebeth Gerner Nielsen | RV    |
| Ministre du Travail                                                   |           | Ove Hygum               | SD    |

### Remaniement du21 décembre 2000
- Les nouveaux ministres sont indiqués en gras, ceux ayant changé d'attributions en italique.

| Fonction                                                              | Titulaire | Titulaire               | Parti |
| --------------------------------------------------------------------- | --------- | ----------------------- | ----- |
| Premier ministre                                                      |           | Poul Nyrup Rasmussen    | SD    |
| Ministre de l'Économie Ministre de la Coopération nordique            |           | Marianne Jelved         | RV    |
| Ministre des Finances                                                 |           | Pia Gjellerup           | SD    |
| Ministre des Affaires étrangères                                      |           | Mogens Lykketoft        | SD    |
| Ministre de l'Environnement et de l'Énergie                           |           | Svend Auken             | SD    |
| Ministre de la Coopération pour le développement                      |           | Anita Bay Bundegaard    | RV    |
| Ministre de l'Éducation                                               |           | Margrethe Vestager      | RV    |
| Ministre de l'Intérieur                                               |           | Karen Jespersen         | SD    |
| Ministre de la Ville et du Logement Ministre de l'Égalité des chances |           | Lotte Bundsgaard        | SD    |
| Ministre de la Défense                                                |           | Jan Trøjborg            | SD    |
| Ministre de l'Innovation technologique et de la Recherche             |           | Birte Weiss             | SD    |
| Ministre des Affaires sociales                                        |           | Henrik Dam Kristensen   | SD    |
| Ministre de la Justice                                                |           | Frank Jensen            | SD    |
| Ministre de l'Alimentation, de l'Agriculture et de la Pêche           |           | Ritt Bjerregaard        | SD    |
| Ministre de la Santé                                                  |           | Arne Rolighed           | SD    |
| Ministre de la Fiscalité                                              |           | Frode Sørensen          | SD    |
| Ministre du Commerce                                                  |           | Ole Stavad              | SD    |
| Ministre des Transports                                               |           | Jacob Buksti            | SD    |
| Ministre de la Culture                                                |           | Elsebeth Gerner Nielsen | RV    |
| Ministre du Travail                                                   |           | Ove Hygum               | SD    |
| Ministre des Affaires ecclésiastiques                                 |           | Johannes Lebech         | RV    |

## Féminisation du gouvernement
Lors de sa formation, le cabinet contient sept femmes ministres, sur un total de dix-neuf portefeuilles ministériels.